# 前田泰男
前田 泰男（まえだ やすお、1931年3月26日- 2004年7月29日 ）は、プロ野球球団近鉄バファローズ球団社長である。

## 来歴・人物
奈良県吉野郡吉野町出身。旧制五条中学を経て、1954年に大阪府立大学を卒業した後に近畿日本鉄道に入社した。上山善紀社長の要請により、球団の運営に携わることになる。
1986年に2月から球団代表に就任し、1990年から1995年までに代表兼務で球団社長に就任した。
94年のオフに契約更改が決裂していたエース野茂英雄に対し「契約に応じなければクビだ。」と迫り野茂はこれがきっけでメジャーリーグベースボールを目指すようになる。
1989年には西武の坂井保之に代わって、パ・リーグの理事長に就任した。
2004年7月29日、急性呼吸不全のために死去。73歳没。